# Schmollerstraße (Heilbronn)
Die Schmollerstraße liegt im Süden der Altstadt von Heilbronn und verbindet die Charlottenstraße mit der Stuttgarter Straße in ost-westlicher Richtung und passierte dabei einst den heute nicht mehr bestehenden Heilbronner Südbahnhof. Sie wurde nach dem Heilbronner Ökonomen Gustav von Schmoller benannt. In der Schmollerstraße befinden sich unter den Wohngebäuden vier Häuser, die heute als Kulturdenkmäler unter Denkmalschutz stehen.

## Geschichte
Das Gebiet der Schmollerstraße war am Anfang des 20. Jahrhunderts erst spärlich bebaut. Zu den ersten Bauten zählte das im Jahr 1900 im Zusammenhang mit dem Südbahnhof erbaute Eisenbahn-Wohnhaus in der Nr. 22/24. Später gehörte die Schmollerstraße zu den Baugebieten, die unter dem ab 1921 amtierenden Oberbürgermeister Emil Beutinger gefördert wurden. In Beutingers Amtszeit galt es, Arbeit für die Erwerbslosen zu besorgen, aber auch die Wohnungsnot zu bewältigen. Dies tat Beutinger, indem  er den Baugenossenschaften billige Kredite und günstiges Bauland bereitstellte. Dadurch wurden Neubauviertel wie das südlich des Südbahnhofs im Bereich Schmollerstraße/Beethovenstraße ausgebaut.

## Denkmalgeschützte Gebäude
- Schmollerstraße 22 und 24, Wohnhaus für Eisenbahnbedienstete von 1900, erbaut durch die kgl. Bausektion Heilbronn im Zusammenhang mit der Eröffnung des Südbahnhofs.
- Schmollerstraße 56 und 58, 60 und 62, 64, Arbeiterwohnhäuser von 1913, erbaut nach Plänen des Architekten Fr. Schneider.

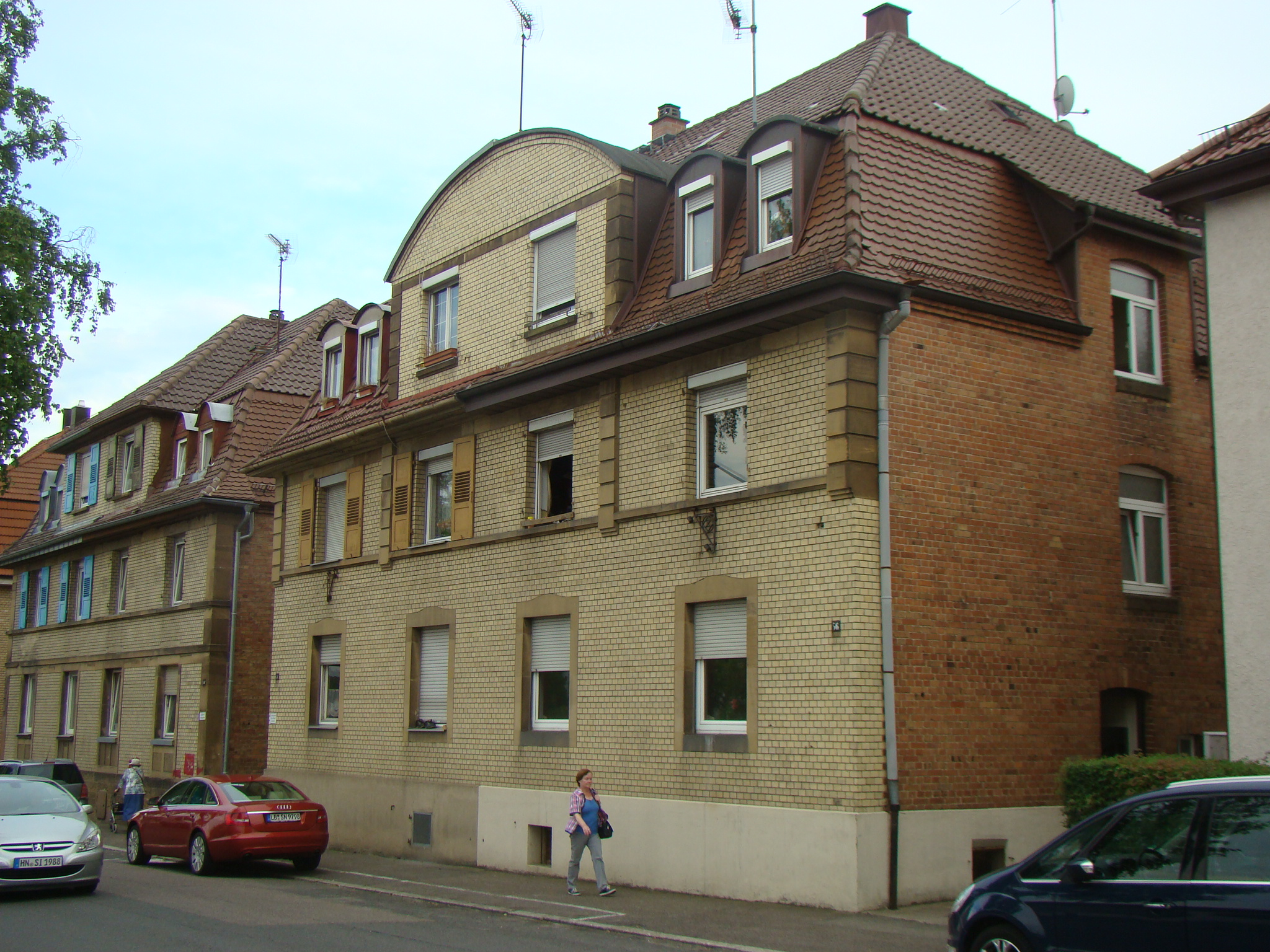
Schmollerstraße Nr. 56/68
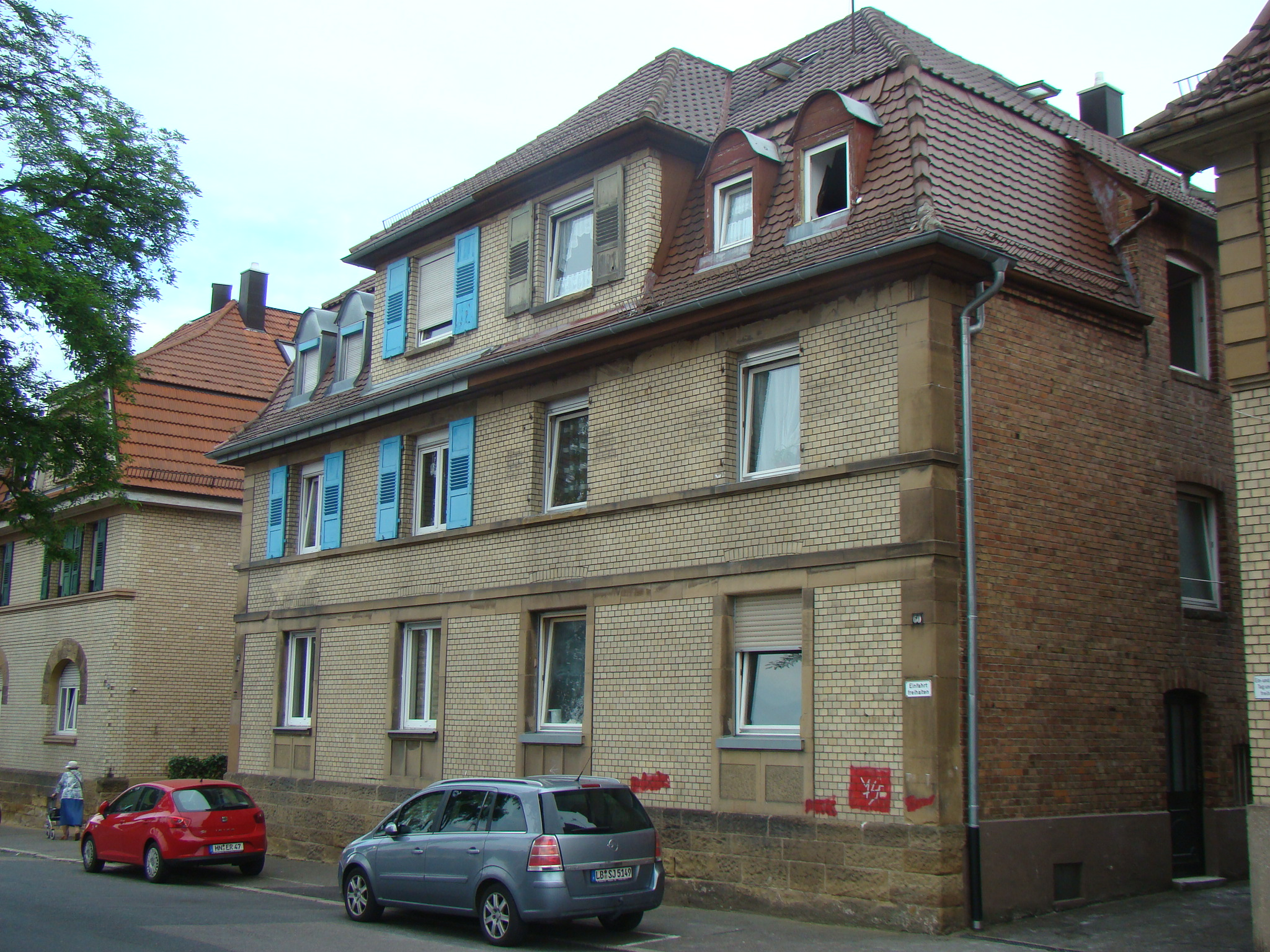
Schmollerstraße Nr. 60/62
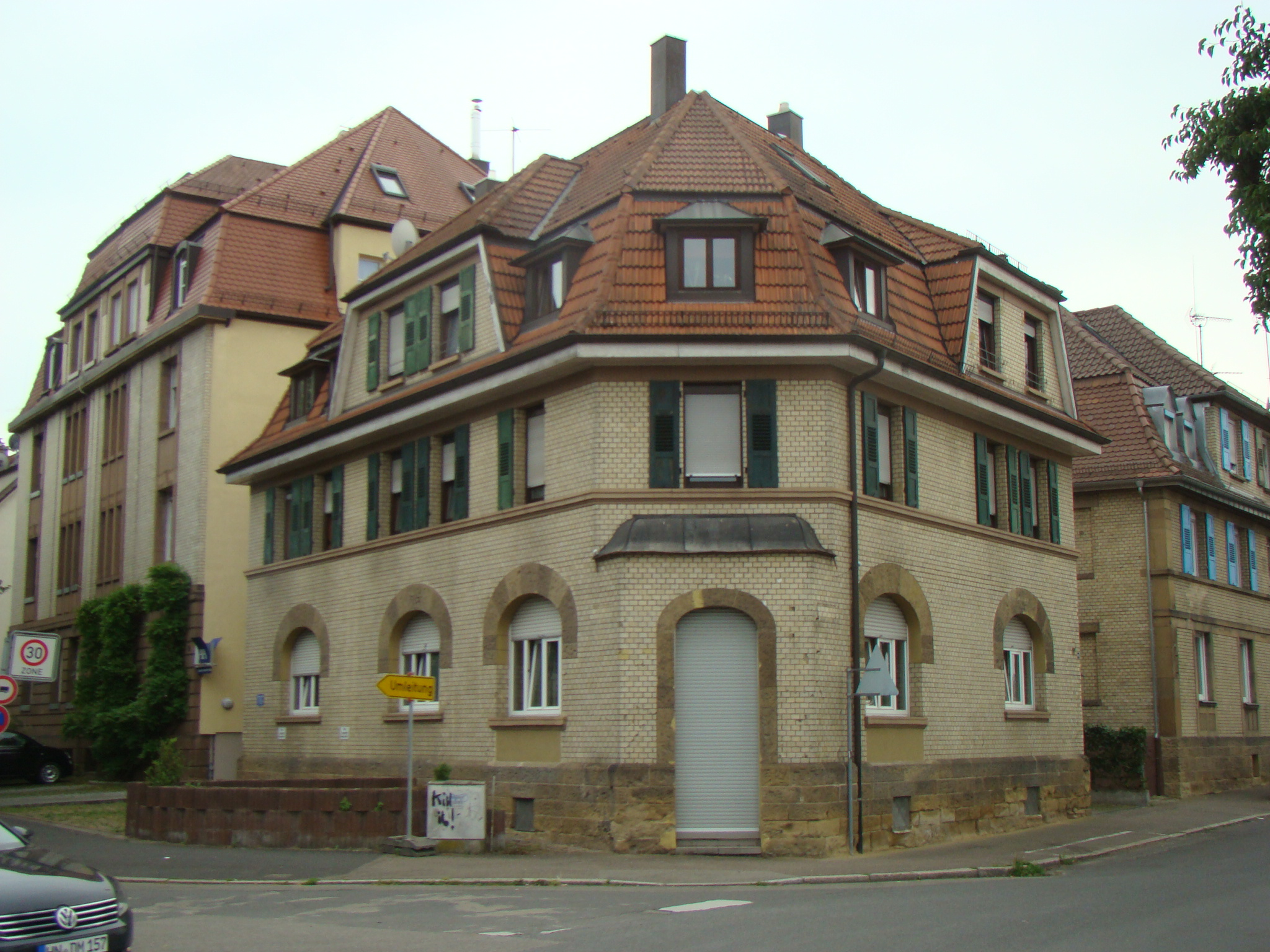
Schmollerstraße Nr. 64